# Gustaw Heczko
Gustaw Heczko, po wojnie Gustaw Kalinowski pseud.: Skorpion, Rogacz (ur. 19 maja 1920 w Jaworzynce, zm. 26 sierpnia 1988 w Olsztynie) – podporucznik broni pancernych Polskich Sił Zbrojnych i Armii Krajowej, cichociemny.

## Życiorys
Do 1939 roku uczył się w gimnazjum i liceum w Cieszynie. We wrześniu 1939 roku nie został zmobilizowany. Przekroczył granicę polsko-węgierską 24 grudnia 1939 roku. W marcu 1940 roku znalazł się we Francji. Służył w 1 batalionie pancernym 10 Brygady Kawalerii Pancernej. Z batalionem tym około 20 czerwca ewakuował się do Anglii, gdzie następnie służył w 4 batalionie pancernym, a w 1943 roku w 16 Brygadzie Czołgów i w 16 Brygadzie Pancernej (I batalion 1 pułku pancernego).
W 1942 roku ukończył Szkołę Podchorążych Piechoty i Kawalerii Zmotoryzowanej, uzyskując stopień kaprala podchorążego. Od 22 maja 1943 roku odbywał staż w brytyjskich oddziałach; ukończył kurs pancerny. Zgłosił się do służby w kraju. Po konspiracyjnym przeszkoleniu w dywersji i broni pancernej został zaprzysiężony 23 września 1943 roku w Oddziale VI Sztabu Naczelnego Wodza i przeniesiony do Głównej Bazy Przerzutowej w Brindisi we Włoszech. Zrzutu dokonano w nocy z 16 na 17 kwietnia 1944 roku w ramach operacji „Weller 12”, którą dowodził kpt. naw. Edward Bohdanowicz. W operacji tej zrzuceni zostali również ppor. ppor. Stefan Górski „Brzeg”, Marian Kuczyński „Zwrotnica” oraz Aleksander Tarnawski „Upłaz”. Zrzut został przyjęty przez placówkę „Kanapa”, położoną na północ od podwarszawskiej Baniochy. Heczko dostał przydział do Okręgu Nowogródek AK, gdzie objął dowództwo I plutonu 1 kompanii VII batalionu 77 pułku piechoty AK. W lipcu 1944 roku był prawdopodobnie zastępcą dowódcy kompanii.
Po wojnie osiedlił się w Wyszkowie, gdzie był nauczycielem w I Liceum Ogólnokształcącym im. C.K. Norwida. W późniejszych latach był księgowym, a następnie dyrektorem w wielu zakładach pracy w Olsztynie. Był biegłym księgowym i wieloletnim prezesem olsztyńskiego oddziału Stowarzyszenia Księgowych w Polsce. Z akt IPN wynika, że podjął współpracę ze Służbą Bezpieczeństwa PRL.
W 1980 roku przeszedł na emeryturę. Po śmierci w Olsztynie został pochowany na miejscowym cmentarzu.

## Ordery i odznaczenia
- Krzyż Srebrny Orderu Virtuti Militari nr 13396[2]
- Krzyż Kawalerski Orderu Odrodzenia Polski (1976).

## Życie rodzinne
Był synem Jerzego i Anny z domu Szwiertni. W 1947 ożenił się z Marią Lucyną Maculewicz (ur. w 1925 roku). Mieli syna Jerzego (ur. w 1949 roku).

## Upamiętnienie
W ramach obchodów 80-lecia parafii i kościoła ewangelicko-augsburskiego w Istebnej, 1 sierpnia 2010 roku na murze kościoła odsłonięto tablicę pamiątkową poświęconą wybitnym Polakom, „Synom tej Parafii”. Tablica upamiętnia pochodzących z Jaworzynki: Gustawa Heczkę i Jana Łyska, żołnierza i poetę, oraz pochodzącego z Koniakowa zamordowanego w Katyniu ppor. Karola Śliwkę.